# Kraftwerk Weiher
Das Kraftwerk Weiher ist ein deutsches Steinkohlekraftwerk. Es liegt bei Quierschied im Saarland. Betreiber und Eigentümer des Kraftwerks ist die Steag.

## Leistung und Architektur
Das Kraftwerk hat eine elektrische Leistung von über 656 MW und eine thermische Leistung von 30 MW. Auch wird am Standort Weiher in einer Grubengasanlage Grubengas verstromt, welche genug Strom erzeugt, um 5000 Haushalte mit Strom zu versorgen.
Architektonisch ist das Kraftwerk Weiher eine Besonderheit, der Kessel ist ein Freiluftkessel. Der Kessel ist an vier 120 Meter hohen Stützen an einem Stahlgerüst frei aufgehängt. Dies hat den Vorteil, dass sich der Kessel bei der Befeuerung nach unten frei ausdehnen kann.
Das Kohlelager des Kraftwerks hat eine Kapazität von 150.000 Tonnen. Diese Kohlevorräte sind ausreichend, um das Kraftwerk bis zu vier Monate zu befeuern. Die Kohleversorgung erfolgte, solange das Bergwerk Göttelborn noch in Betrieb war, direkt per Förderband von der unmittelbar neben dem Kraftwerk gelegenen Grube. Seit der Stilllegung des Bergwerkes erfolgt die Anlieferung per Bahn. Die Kohle wird vom Lagerplatz über eine Förderanlage zu sechs Mühlen transportiert und dort zu Kohlestaub zermahlen, bevor dieser im Kessel verbrannt wird. Das Kühlwasser des Kraftwerks wird über eine 16 km lange Leitung aus der Saar bezogen und in einer eigenen Wasseraufbereitungsanlage gereinigt. Die bei der Kohleverstromung anfallenden Nebenprodukte Flugasche, Kesselsand und REA-Gips werden von einer Tochterfirma der STEAG vermarktet.
Der Schornstein des Kraftwerks ist 232 Meter hoch.

## Technische Daten
| Installierte Leistung                              | Bruttoleistung 724 MW                                     |
| Installierte Leistung                              | Fernwärmeleistung max.30 MWth                             |
| Feuerung                                           | Kohlenstaubfeuerung, Trockenentaschung                    |
| Kohleverbrauch                                     | ca. 600.000 t / a                                         |
| Dampferzeuger                                      | Zwangsdurchlaufkessel einfache Zwischenüberhitzung        |
| Dampferzeuger                                      | Ein-Zug-Turmkessel trocken entascht                       |
| Dampferzeuger                                      | Dampfstrom bei Volllast 2.100 t / h Gleitdruckbetrieb     |
| Dampfdruck                                         | 186 bar                                                   |
| Dampftemperatur                                    | 525 °C                                                    |
| Turbosatz                                          | viergehäusige Kondensationsturbine                        |
| Turbosatz                                          | HD-Eintritt: 177 bar / 525 °C                             |
| Turbosatz                                          | MD-Eintritt: 36 bar / 530 °C                              |
| Turbosatz                                          | ND-Eintritt: 6 bar / 280 °C                               |
| Generator                                          | Nennleistung: 800 MVA                                     |
| Generator                                          | Generator Nennspannung: 21 kV                             |
| Maschinen-Transformator                            | 2 Halblasttransformatoren                                 |
| Maschinen-Transformator                            | Nennleistung: je 385 MVA                                  |
| Maschinen-Transformator                            | Nennspannung: 21 kV / 245 kV                              |
| Kühlturm                                           | Naturzug                                                  |
| Kühlturm                                           | Höhe: 135 m                                               |
| Kühlturm                                           | unterer Durchmesser: 100 m                                |
| Kühlturm                                           | Wasserdurchfluss: 60.000 m3 / h                           |
| Wasserdampfaustritt aus Kühlturm                   | 1.500 m3                                                  |
| Rauchgasentstaubung                                | 2 Elektrofilter                                           |
| Rauchgasentschwefelung (RAE)                       | Kalkwaschverfahren mit Kalksteinmehl, Gips als Endprodukt |
| Rauchgasentstickung (DeNOx)                        | SCR-Anlage (Selective Catalytic Reduction)                |
| Nebenprodukte                                      | Flugasche: ca. 30.000 t / a                               |
| Nebenprodukte                                      | Kesselsand: ca. 3.000 t / a                               |
| Nebenprodukte                                      | Gips: ca. 20.000 t / a                                    |
| Einzelnachweis der Angaben in dieser Tabelle siehe |                                                           |

## Geschichte
1914 wurde von der Königlich-Preußischen Verwaltung beschlossen, neben der Gas-Maschinenzentrale in Heinitz und dem Dampfkraftwerk in Luisenthal ein weiteres Kraftwerk zu errichten. Ab 1915 wurde eine Baustelle eingerichtet, doch der Erste Weltkrieg verzögerte den Bau. Im Januar 1918 nahm das Kraftwerk, das sich in unmittelbarer Nähe zur Grube Göttelborn befand, seinen Betrieb auf. Zu dieser Zeit betrug die Leistung 5 Megawatt, erst 1922 konnte die Leistung auf 22 Megawatt erhöht werden.
In den 1930er Jahren sollte Weiher I errichtet werden, doch auch hier kam es zu Verzögerungen, diesmal durch den Zweiten Weltkrieg. Durch zahlreiche Einberufungen und Lieferstopps konnte erst am 15. August 1944 die Leistung um 25 Megawatt erhöht werden und das alte Kraftwerk musste weiterlaufen. Als das Saarland unter französische Verwaltung fiel, war das Kraftwerk erst zur Hälfte fertiggestellt. Im Januar 1951 wurde Weiher I  in Betrieb genommen und lieferte ab März 114 MW.
1963 und 1964 wurde Weiher II in Betrieb genommen. Das Kraftwerk hatte zwei Blockeinheiten (A und B), die je 150 MW lieferten. Es war mit einem Elektrofilter und mit Schmelzkammerkesseln ausgestattet. Die Filter erreichte einen Entschwefelungsgrad von 95 %.
Weiher III wurde 1976 nach dreijähriger Bauzeit in Betrieb genommen und war das größte Bauvorhaben der Saarbergwerke AG. Die Rauchgasentschwefelungsanlage war bei Inbetriebnahme die damals größte in Europa. Heute ist nur noch Block III erhalten, die älteren Kraftwerke wurden 1973 (I) und 1999/2001 (II) außer Betrieb genommen und abgerissen.
2006 konnte die Leistung durch Retrofit-Maßnahmen von 680 auf 697 MW erhöht werden.
Am 16. November 2016 erfolgte durch den Energiekonzern Steag am Kraftwerk Weiher die Inbetriebnahme von Großbatteriespeichern mit 15 Megawatt Leistung. Die Steag investiert an sechs Standorten in Nordrhein-Westfalen und dem Saarland 100 Millionen Euro.

## Stilllegung
2016 beantragte die Eigentümerin STEAG die Stilllegung des Kraftwerkes für das Jahr 2017. Der Übertragungsnetzbetreiber Amprion erklärte das Kraftwerk jedoch als systemrelevant und forderte die STEAG auf, das Kraftwerk bis mindestens November 2019 betriebsbereit zu halten. Es befand sich in der Folge in der Netzreserve. Am 26. April 2018 stellte die STEAG als Betreiber erneut einen Antrag auf vorläufige Stilllegung des Kraftwerkes, worauf hin Amprion erneut die Systemrelevanz feststellte. Dieser Beschluss galt bis zum 30. April 2020. Von Dezember 2018 bis Februar 2019 wurde das Kraftwerk Weiher insgesamt dreimal zur Stabilisierung des Stromnetzes angefordert.
Um gesetzliche Fristen einzuhalten, wurde am 29. April 2019 erneut die vorläufige Stilllegung beantragt. Dem Antrag wurde von Seiten des Übertragungsnetzbetreiber nicht stattgegeben. Der Übertragungsnetzbetreiber stellte für das Kraftwerk erneut die Systemrelevanz fest und verlängerte den Zeitraum bis zum 30. April 2022. Nachdem das Kraftwerk im Jahr 2020 insgesamt 21 Mal zur Stabilisierung des Stromnetzes angefordert worden war, meldete der Betreiber STEAG am 2. Februar 2021 die endgültige Stilllegung des Kraftwerks bei der Bundesnetzagentur an. Die Energiekrise seit 2021 machte jedoch die Aktivierung der Netzreserve erforderlich. Das Kraftwerk ging am 31. Oktober 2022 wieder in Betrieb und war bis zum 31. März 2024 am Strommarkt.
2023 wurde das Kraftwerk insgesamt 30 Mal stundenweise zur Netzstabilisierung angefordert. Ende März 2024 wurde das Kraftwerk vom Netzbetreiber und der Bundesnetzagentur bis inklusive März 2031 als netzrelevant eingestuft und muss daher als Netzreserve bereitgehalten werden. Die STEAG legte gegen den Bescheid Beschwerde ein und fordert zudem eine besser Vergütung der Netzreserve, welche über die reine Kostenerstattung hinausgehen soll.